# Babah Suak (Beutong)
Babah Suak is een bestuurslaag in het regentschap Nagan Raya van de provincie Atjeh, Indonesië. Babah Suak telt 367 inwoners (volkstelling 2010).